# تورونج
تورونج (بالإنجليزية: Turong)‏ هي أرواح شريرة في الأساطير الاسترالية تقوم بخداع الصيادين.